# José Francisco Torrealba
José Francisco Torrealba (Santa María de Ipire, Guárico, 16 de junio de 1896 - Caracas, 24 de julio de 1973) fue un médico e investigador venezolano. Su especialidad y experticia fueron enfermedades tropicales, especialmente la enfermedad de Chagas en Venezuela. Fue padre del investigador Witremundo Torrealba.

## Biografía
Nace en el hato San Roque, en las cercanías de Santa María de Ipire (estado Guárico, Venezuela), el 16 de junio de 1896. En la Universidad Central de Venezuela obtiene el título de Doctor en Ciencias Médicas en 1922. Entre 1924 y 1927 se desempeña como director del "Asilo de Enajenados" de Caracas. Viaja a Alemania en 1928, por breve tiempo y aquí visita el Instituto de Enfermedades Tropicales de Hamburgo. Desde 1929 estudia, con dedicación, las enfermedades tropicales más frecuentes en los llanos centrales: paludismo, chagas, bilharziosis, parasitosis intestinales, elefantiasis, leishmaniasis, dedicando una atención especial a la Enfermedad de Chagas.

## Investigación
El organismo causante de la enfermdad de Chagas fue descrita en 1909 por Carlos Chagas. La serología y otros aspectos de la enfermedad fueron luego establecidas por Astrogildo Machado y Cesar Guerreiro. La extension de la enfermedad a Venezuela fue descrita por estudios de Torrealba y Félix Pifano en lo años 1930.

## Publicaciones
Torrealba publicó numerosos trabajos científicos que lo convierten en una personalidad internacional en la medicina tropical. De la mayoría de sus obras, Torrealba fue el único autor, algunos han sido resultado de colaboración con otros investigadores. De 1932 a 1937 sus publicaciones se relacionaban con enfermedades tropicales, la mayoria sobre el mal de Chagas, también uno sobre lepra en Zaraza en 1936; otros sobre parasitología (1932), psiquiatría (1924), obstetricia (1937) y tumores malignos. Torrealba publicó una lista de organismos relacionados con la enfermedad de Chagas, incluyendo 10 géneros y 78 especies, asi como 26 especies que en la naturaleza se pueden encontrar infectados por el parásito. Otra contribución consta de breves notas de 60 casos observados en un brote de malaria en Zaraza en 1941; 18 fueron infecciones por P. vivax, 36 por P. falciparum, 3 por P. malariae, uno por una mezcla de P. vivax y P. falciparum y dos por especies no especificados.
- Torrealba, JoséF; Scorza, Jose V; Dagert B, Cecilia (1958-11). «The experimental infection of some wild mammals from Venezuela with Schistosoma mansoni». Transactions of the Royal Society of Tropical Medicine and Hygiene 52 (6): 565-569. ISSN 0035-9203. doi:10.1016/0035-9203(58)90106-8. Consultado el 13 de abril de 2024.
- Torrealba, J. F. (1941). «Xénodiagnostics de la maladie de Chagas à Zaraza (Guarico, Venezuela). Vingt cas positifs sur soixante examens». Annales de Parasitologie Humaine et Comparée 18 (4-5-6): 154-165. ISSN 0003-4150. doi:10.1051/parasite/1941184154. Consultado el 13 de abril de 2024.
- Torrealba, J. W., & Torrealba, J. F. (1964). The Experimental Infection of Cerdocyon thous (the Crab-eating Fox) with Leishmania donovani.
- Scorza, J. V., Alvarez, A., Ramos, I., Dagert, C., Díaz Vásquez, A., & Torrealba, J. F. (1959). New Rapid Method for the Diagnosis of Chronic Chagas's Disease (Application of Sábin and Feldman's Dye Test). Archivos Venezolanos de Patologia Tropical y Parasitologia Medica, 3(1), 121-35.
- Torrealba, J. F., Marroquin, F. B., Gonzalez, D., Vázquez, A. D., Osío, G. P., Acosta, J. A., ... & Ramos, I. (1956). Further observations on Sickle-Cell Disease in Venezuela. Gaceta Medica de Caracas, 63(1/2), 53-73.

## Distinciones
Recibió numerosas distinciones: Premio "Vargas", Premio "Brault" otorgado por la Academia de Medicina de París, Orden del Libertador Grado Comendador, Aplauso al Mérito de la Creole Petroleum Corporation, Profesor Honorario de la Facultad de Medicina de la Universidad de Los Andes, Miembro correspondiente de la Academia Nacional de Medicina, Miembro de The Royal Society of Tropical Medicine and Hygiene, Londres, Hijo Ilustre de Santa María de Ipire, Orden Andrés Bello (post mortem) en la Clase Banda de Honor.